# Otto Hofner
Pour les articles homonymes, voir Hofner.
Otto Hofner, né le 29 mars 1879 à Vienne et mort le 13 mars 1946 dans la même, est un sculpteur et médailleur autrichien. 

## Biographie
Otto Hofner suit un apprentissage de quatre ans en tant qu'orfèvre, graveur et ciseleur. À partir de 1898, il fréquente l'École des arts et métiers sous la direction de Stefan Schwartz. Des voyages d'études l'amènent à Paris, en Hollande, en Belgique et à Londres. De 1904 à 1915, il travaille comme professeur à la Genossenschaftliche Fachschule für Gold- und Silberschmiede de Vienne, mais il est également actif en tant qu'artiste indépendant. À partir de 1909, il est membre de la Künstlerhaus. Après sa mort, Otto Hofner est inhumé dans une tombe d'honneur au cimetière de Hietzing.

## Œuvres
Otto Hofner réalise des travaux d'orfèvrerie, des médailles, des plaques et des portraits en relief. Il érige des sculptures, des bustes et des monuments funéraires pour les espaces publics (par exemple dans les logements municipaux) pendant la période de Vienne la rouge.

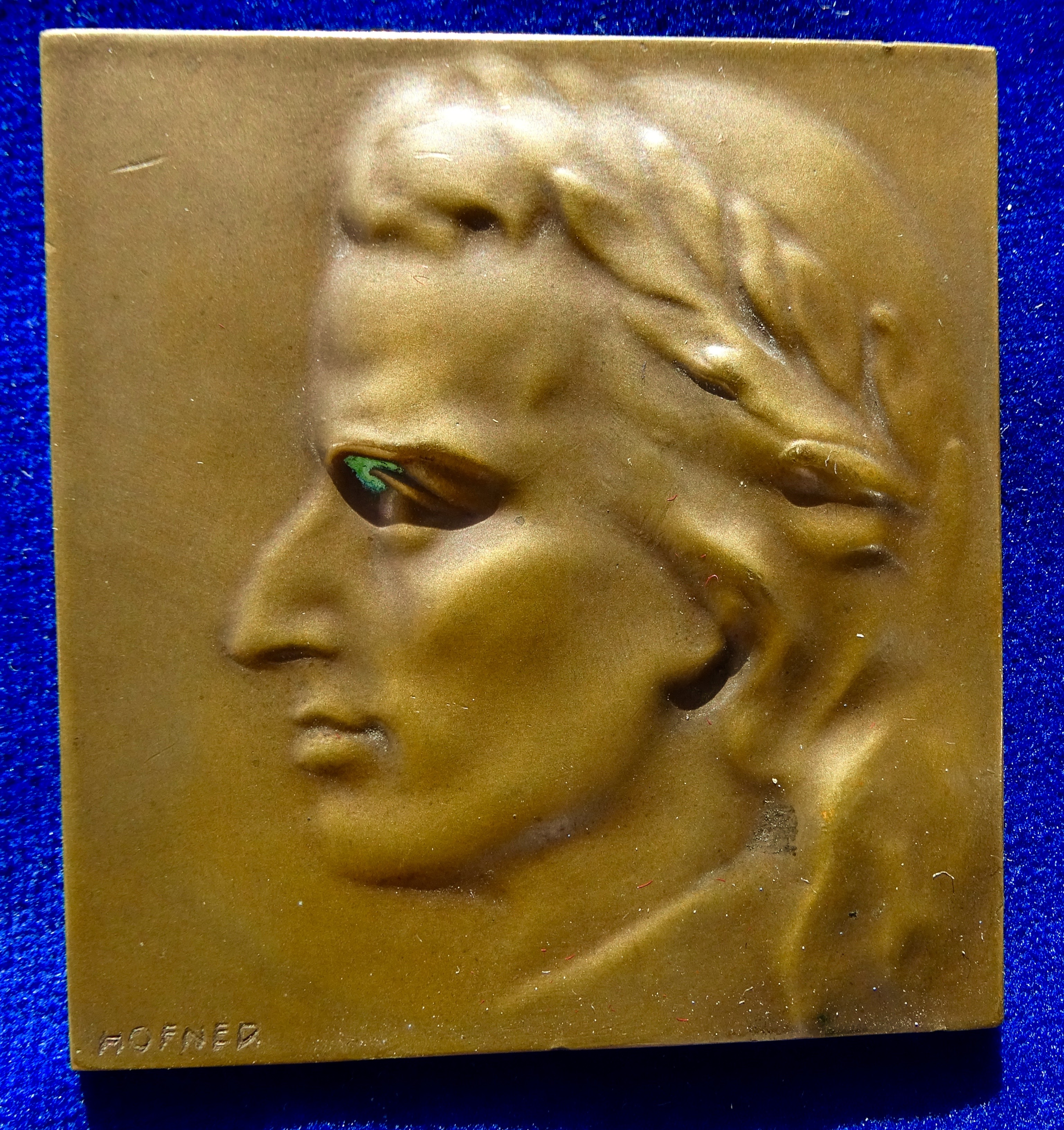
Bronze-Plakette auf Friedrich Schiller, ohne Schrift.

- Der Sämann, Bronzeskulptur, Karl-Marx-Hof, Wien 19 (1920)
- 5 Fassadenfiguren und 2 Arbeitergiganten, Arbeiterkammer, Klagenfurt (1923)
- Städtebauer, Terrakottarelief, Wohnhausanlage Kennergasse 10, Wien 10 (1924)
- Grabdenkmal Franz Klein, Wiener Zentralfriedhof, Wien 11 (1926)
- Jüngling mit dem Hammer, Bronzeskulptur, Berufsschule, Hütteldorfer Straße 7–17, Wien 15 (1927)
- Denkmal für Alexander Girardi, Girardipark, Wien 1 (1929), sous protection du patrimoine culturel
- Tänzerin, Bronzeskulptur, Rabenhof, Wien 3 (1930)

- Medaillen und Plaketten auf Josef Kainz, Friedrich Schiller, Johann Wolfgang von Goethe, Friedrich Nietzsche; Sieben auf einen Streich; Neujahrsmünzen 1937 und 1938; kunstgewerbliche Entwürfe u. a.

## Galerie

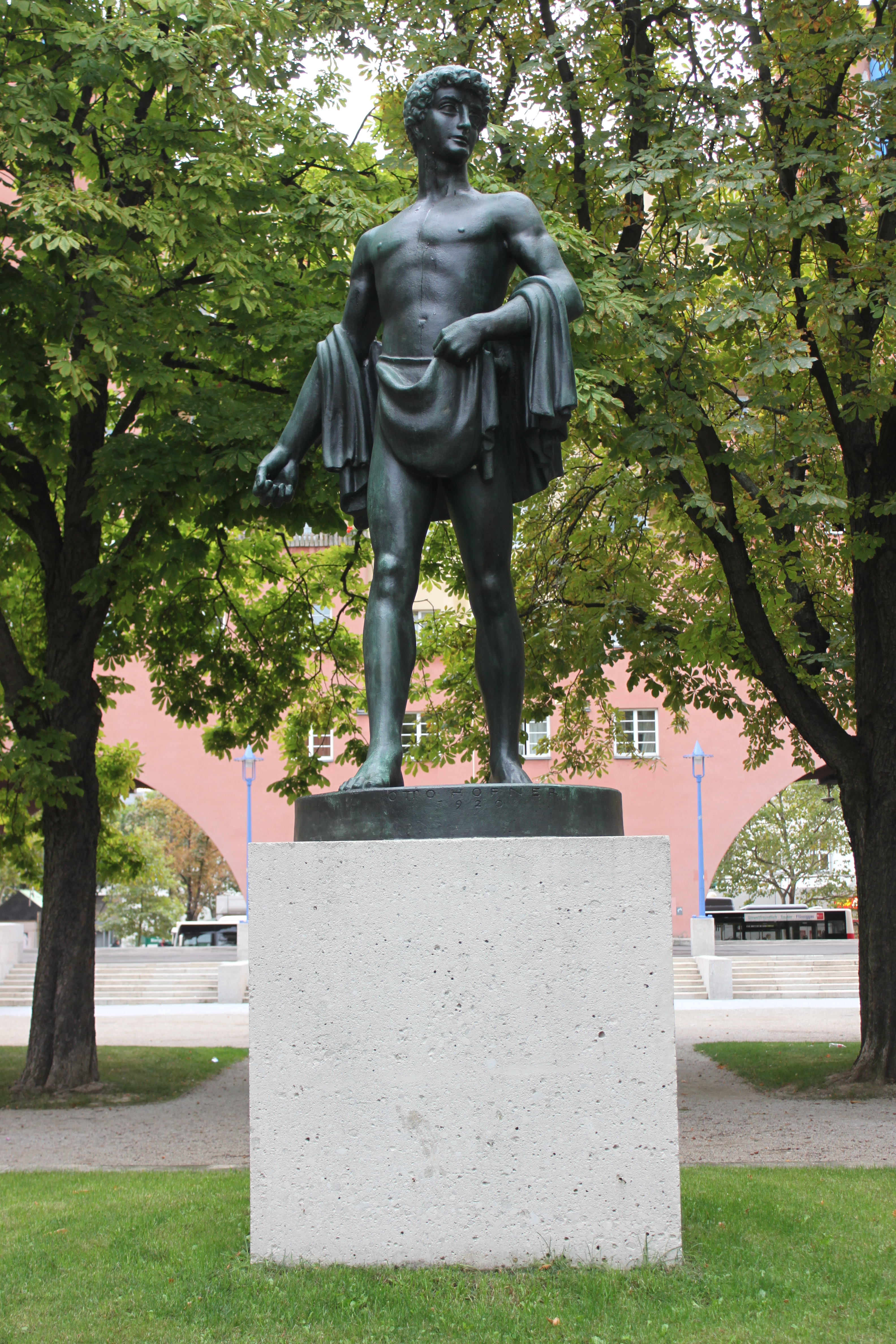
Der Sämann (1920)
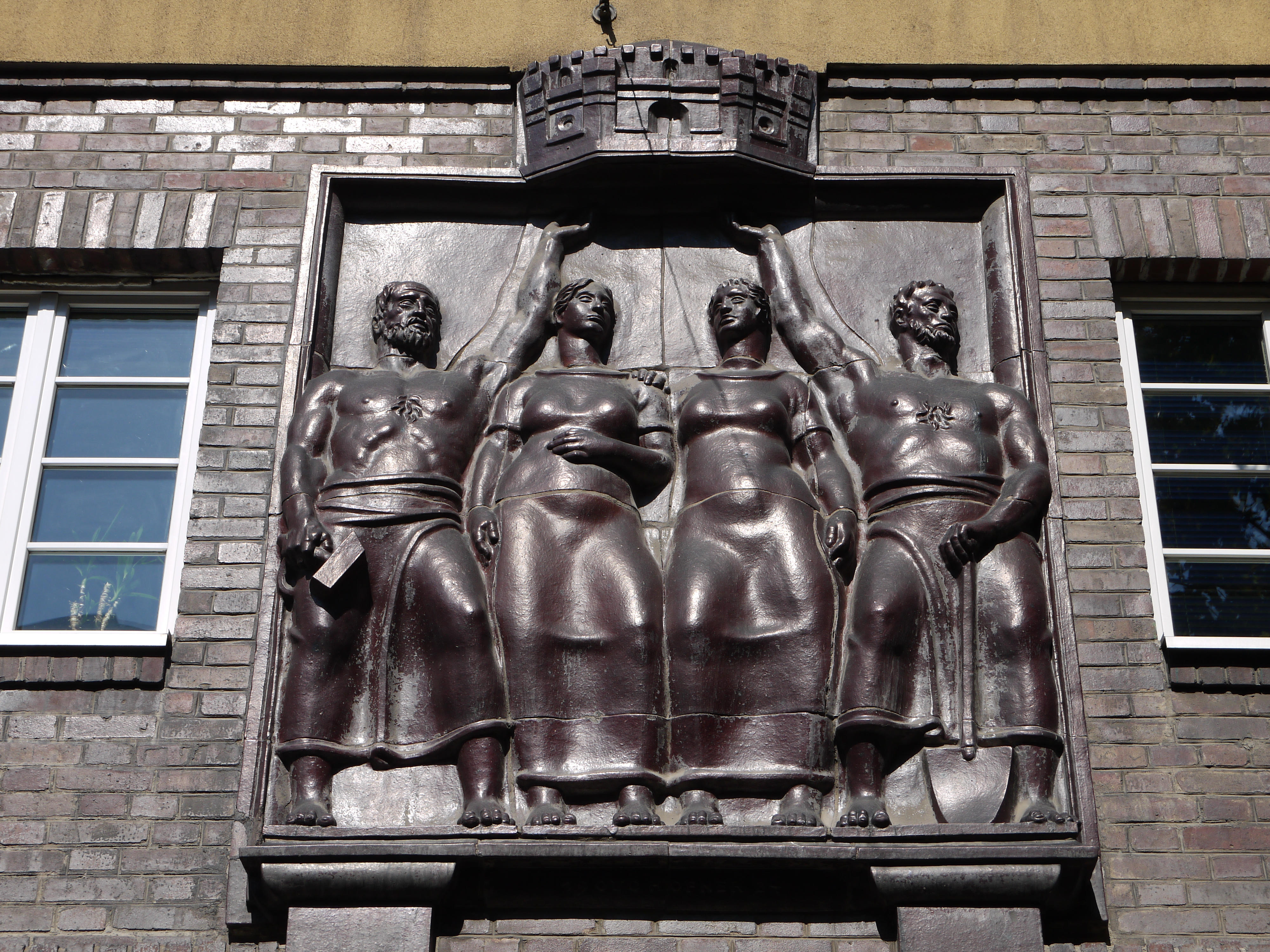
Städtebauer (1924)
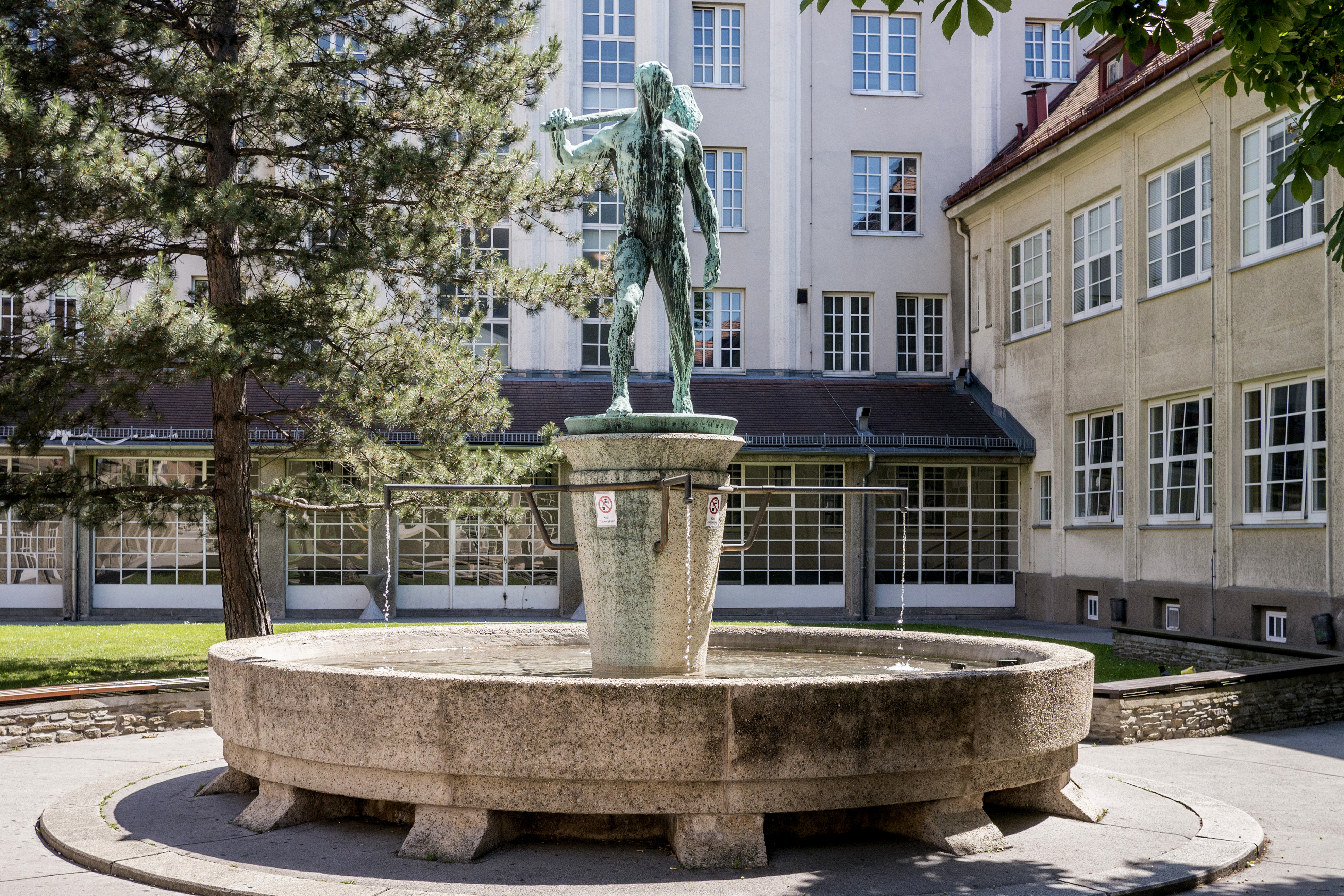
Jüngling mit dem Hammer (1927)
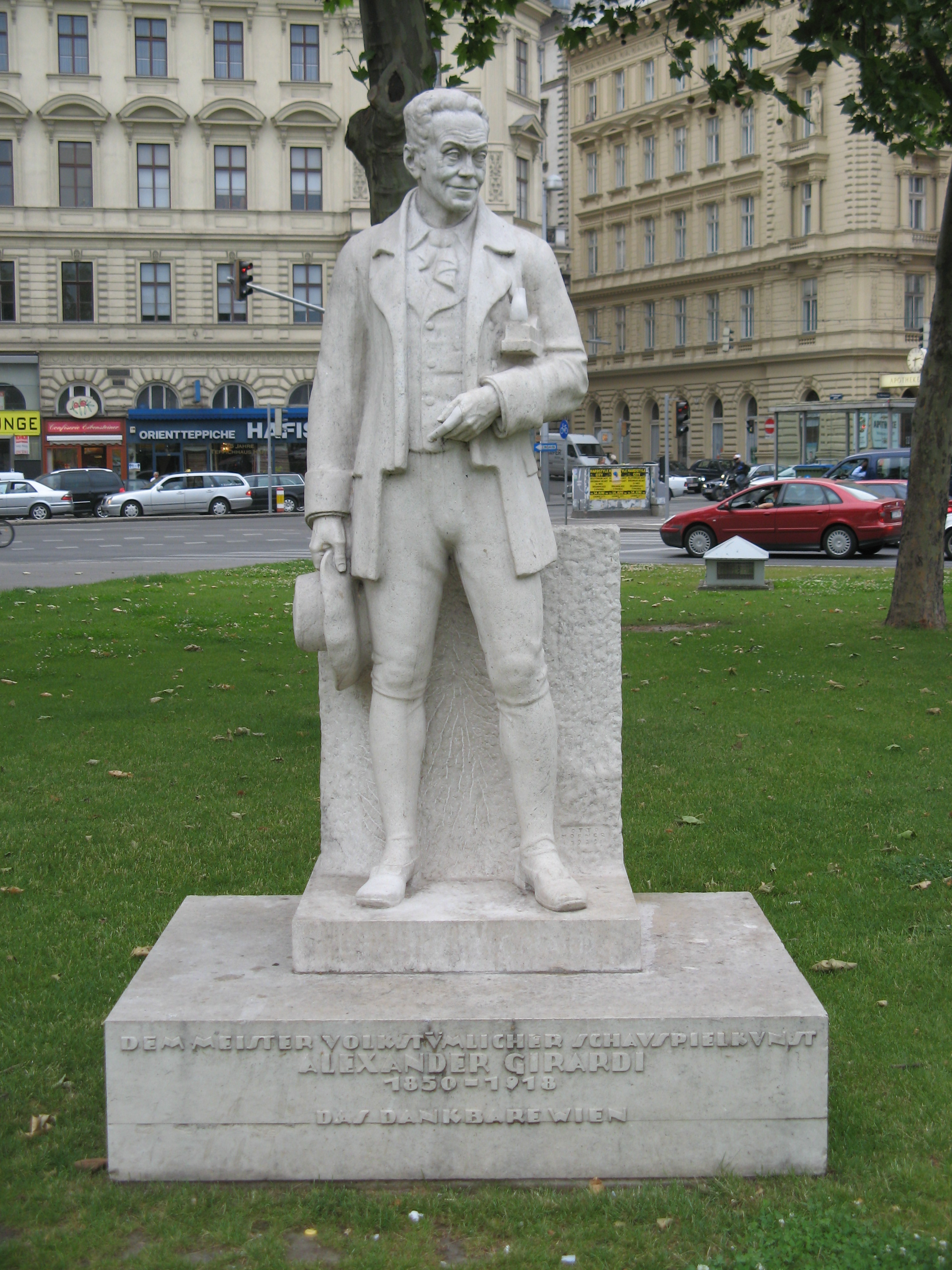
Alexander Girardi (1929)
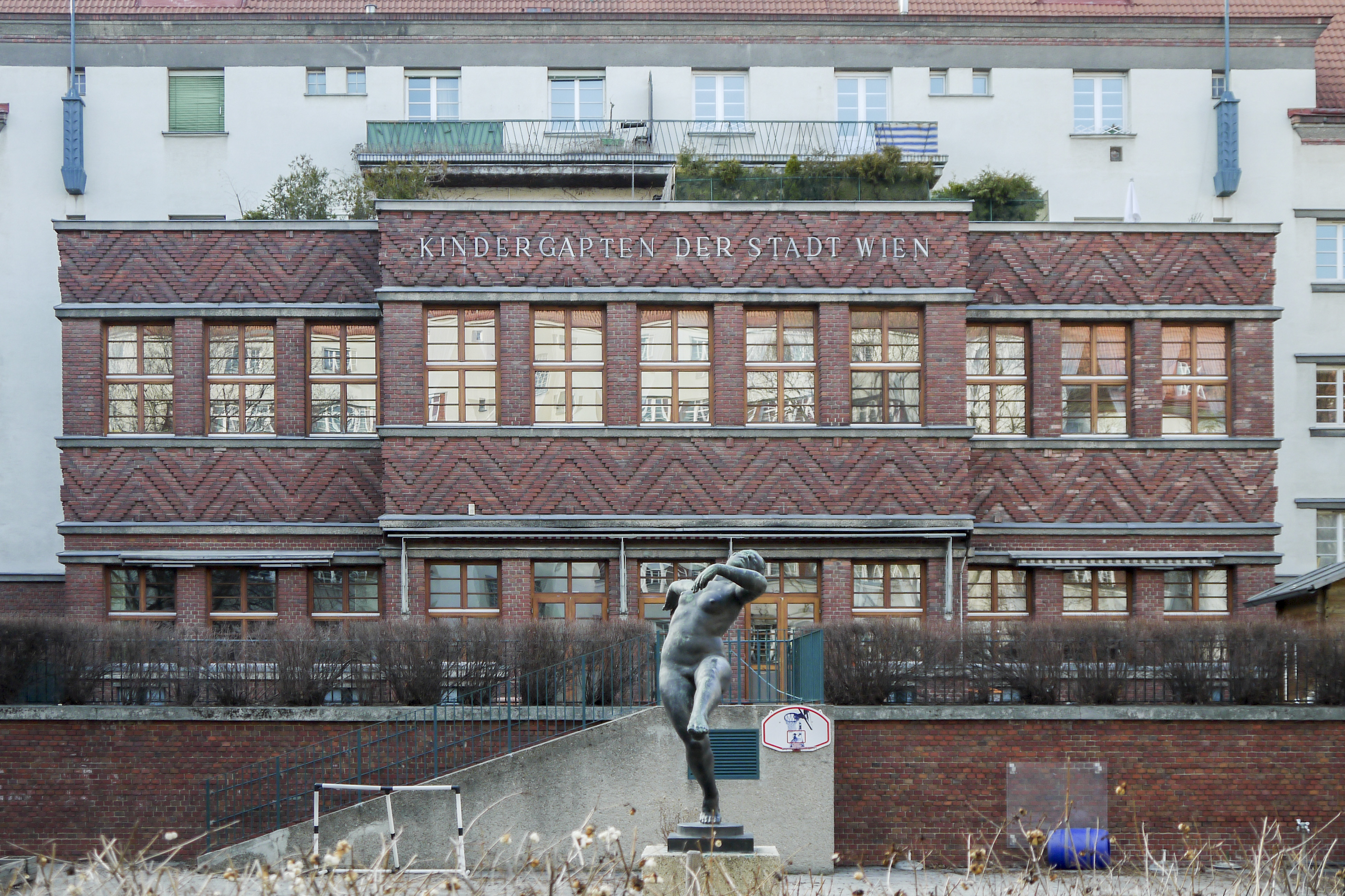
Tänzerin (1930)